# Lillesjön (Hede socken, Bohuslän, 649786-126430)
Lillesjön är en sjö i Munkedals kommun i Bohuslän och ingår i Örekilsälvens huvudavrinningsområde. Sjöns area är 0,01 kvadratkilometer och den är belägen 130 meter över havet.